# Ernest Down
Sir Ernest „Eric“ Edward Down, KBE, CB (* 10. Februar 1902 in Cornwall, England; † 15. Februar 1980) war ein britischer Offizier und zuletzt Generalleutnant der British Army, der unter anderem von 1952 bis 1955 Kommandierender General des Heereskommandos Süd (General Officer Commanding in Chief, Southern Command) war.

## Leben

### Ausbildung und Verwendungen als Offizier sowie Zweiter Weltkrieg
Ernest „Eric“ Edward Down absolvierte eine Offiziersausbildung am Royal Military College Sandhurst, wo Geoffrey Bourne, Roger Bower, Archer Clive, Francis Matthews, John Carew Pole und Hugh Stockwell zu seinen Lehrgangskameraden gehörten. Nach dem Abschluss wurde er am 1. Februar 1923 als Second Lieutenant in das Linieninfanterieregiment Dorset Regiment übernommen. In den folgenden Jahren folgten zahlreiche Verwendungen als Offizier und Stabsoffizier.
Während des Zweiten Weltkrieges war Down, der auch den Spitznamen „Dracula“ trug, zwischen dem 30. Juli 1942 und dem 11. September 1943 Kommandeur der in Nordafrika eingesetzten 2. Fallschirmjägerbrigade (Commanding Officer, 2nd Parachute Brigade) sowie anschließend als Nachfolger von Generalmajor George Hopkinson vom 11. September bis zu seiner Ablösung durch Generalmajor Robert Urquhart am 10. Dezember 1943 Kommandeur der 1. Luftlandedivision (General Officer Commanding, 1st Airborne Division), die in Italien eingesetzt war. Für seine militärischen Verdienste wurde er 1943 zum Commander des Order of the British Empire (CBE) ernannt. Danach wurde er nach Britisch-Indien versetzt und war dort innerhalb der Britisch-Indischen Armee zwischen Dezember 1943 und dem 15. April 1944 erst Kommandeur der 9. Indischen Luftlandedivision (9th Indian Airborne Division) sowie vom 15. April 1944 bis November 1945 Kommandeur der 44. Indischen Luftlandedivision (44th Indian Airborne Division).

### Nachkriegszeit und Aufstieg zum Generalleutnant
Nach Kriegsende blieb Down zunächst in Britisch-Indien und war von November 1945 bis zum 31. März 1946 Kommandeur der 2. Indischen Luftlandedivision (2nd Indian Airborne Division). Im September 1946 wurde er nach Griechenland versetzt, wo er als Major-General Nachfolger von Generalmajor Colin Callander als Kommandeur der 4. Infanteriedivision (4th Infantry Division) wurde. Dieses Kommando hatte er bis zur Auflösung der Division im März 1947 inne. Anschließen blieb er in Griechenland und war zwischen 1947 und 1948 erst als General Officer Commanding, British Troops in Greece Kommandeur der dort stationierten britischen Truppen sowie daraufhin von 1948 bis 1949 als Head, British Military Mission to Greece Leiter der dortigen britischen Militärmission. Für seine Verdienste wurde 1949 auch Companion des Order of the Bath (CB). Im März 1950 übernahm er von Generalmajor George Wood den Posten als Kommandeur der 53. Division (53rd (Welsh) Division) und hatte dieses Kommando bis Oktober 1952 inne, woraufhin Generalmajor Edric Bastyan ihn ablöste. Zugleich war er in Personalunion von März 1950 bis Oktober 1952 auch Kommandeur des Militärbezirks Mittlerer Westen (District Officer Commanding, Mid-West District).
Nach seiner Beförderung zum Lieutenant-General wurde Ernest Down zuletzt im August 1952 als Nachfolger von Generalleutnant Sir Ouvry Lindfield Roberts Kommandierender General des Heereskommandos Süd (General Officer Commanding in Chief, Southern Command). Er verblieb in dieser Funktion bis zu seinem Eintritt in den Ruhestand im November 1955 und wurde anschließend von Generalleutnant Sir George Erskine abgelöst. Im Zuge der sogenannten „New Year Honours“ wurde er am 1. Januar 1953 als Knight Commander des Order of the British Empire (KBE) geadelt, so dass er fortan das Prädikat „Sir“ führte. Des Weiteren übernahm er 1955 von Generalmajor John Grover das Ehrenamt als Colonel of the King’s Shropshire Light Infantry und bekleidete dieses bis zu seiner Ablösung durch Generalmajor William Reginald Cox 1957.

## Hintergrundliteratur
- Major Victor Dover: The Sky Generals. Cassell, 1981, ISBN 0-304-30480-8.
- Nick Smart: Biographical Dictionary of British Generals of the Second World War. Pen & Sword, Barnesley 2005, ISBN 1-84415-049-6.